# Go-Fukakusa
Imperador Go-Fukakusa (後深草天皇, 28 de julho de 1243 — 17 de agosto de 1304) foi o 89º imperador do Japão, na lista tradicional de sucessão.

## Vida
Antes de sua ascensão ao Trono do Crisântemo seu nome pessoal era Hisahito. Foi o segundo filho do Imperador Go-Saga, sua mãe foi a Saionji Kitsushi.
No 4º ano do reinado de Go-Saga, este abdicou; e a sucessão foi recebida pelo seu filho Hisahito então com 4 anos de idade. Go-Saga continua a governar como  Imperador em Clausura. Go-Fukakusa reinou de 1246 a 1260.
Em 1259, aos 15 anos de idade Go-Fukakusa abdicou, por insistência de seu pai, passando o Império para seu irmão mais novo, que se tornaria o Imperador Kameyama.
Com a ascensão do Imperador Go-Uda, filho de Kameyama, em 1260, Go-Fukakusa ficou decepcionado, pois esperava que seu próprio filho o Príncipe Hiroito ascendesse ao trono. Por isso procurou através da intervenção de Saionji Sanekane recorrer ao Bakufu e conseguiu fazer com que  Hiroito fosse nomeado príncipe herdeiro. Vem dessa época o costume de alternar o reinado entre a linhagem dos descendentes de Go-Fukakusa (Jimyō-in) e dos descendentes de Kameyama (Daikaku-in).
Em 1287, com a ascensão de Hiroito como Imperador Fushimi, Go-Fukakusa se tornou Imperador em Clausura.
Em 1290, Go-Fukakusa entrou para o sacerdócio budista, aposentando-se do cargo de Imperador em Clausura. Seu sétimo filho, Príncipe Imperial Hisaaki tornou-se o oitavo shogun de Kamakura, fortalecendo a posição de sua linhagem.
Go-Fukakusa morreu em 1304 aos 61 anos de idade. Ele é tradicionalmente venerado em um memorial no santuário xintoísta em Quioto. A Agência da Casa Imperial designa este local como Mausoléu de Go-Fukakusa. E que é oficialmente chamado Fukakusa no Kita no misasagi (深草北陵).

## Daijō-kan
- Sesshō, Ichijō Sanetsune, 1246-1247
- Sesshō, Konoe Kanetsune, 1247-1252
- Sesshō, Takatsukasa Kanehira, 1252-1254
- Kampaku, Takatsukasa Kanehira, 1254-1261
- Daijō Daijin, Koga Michiteru, 1246 - 1248
- Daijō Daijin, Takatsukasa Kanehira, 1252 - 1253
- Daijō Daijin, Tokudaiji Sanemoto, 1253 - 1260
- Sadaijin, Ichijō Sanetsune, 1246 - 1247
- Sadaijin, Takatsukasa Kanehira, 1247 - 1252
- Sadaijin, Nijō Michinaga, 1252 - 1259
- Sadaijin, Saionji Kinsuke, 1259 - 1260
- Udaijin, Takatsukasa Kanehira, 1246 - 1247
- Udaijin, Kujō Tadaie, 1247 - 1252
- Udaijin, Nijō Michinaga, 1252
- Udaijin, Kazanin Sadamasa, 1252 - 1254
- Udaijin, Saionji Kinsuke, 1255 - 1258
- Udaijin, Tōin Saneo, 1258 - 1260
- Naidaijin, Tokudaiji Sanemoto, 1246 - 1257
- Naidaijin, Tōin Saneo, 1257 - 1258
- Naidaijin, Konoe Motohira, 1258 - 1260